# Personal Store
Der Personal Store (PST) des E-Mail-Programmes Microsoft Outlook für Windows ist ein proprietärer Dateicontainer, in der Aufgaben, Notizen, E-Mails und der Kalender gespeichert werden. Das Dateiformat PST wurde von Microsoft im Rahmen seiner Open Specification Promise veröffentlicht.

## Benutzung
Neben einer Standarddatei kann Outlook beliebig viele weitere PST-Dateien verwalten. Für eine Datensicherung kann eine Kopie der PST-Dateien erstellt werden. Weitere Outlookdaten, die außerhalb der PST-Dateien verwaltet werden (z. B. E-Mailkonten, Signaturen, Programmeinstellungen usw.), bleiben hierbei jedoch unberücksichtigt.
Die maximale Größe dieses Dateityps betrug 2 Gigabyte für die Windows-Outlook-Versionen Outlook 97 bis Outlook 2002.
Das Format der Outlook-PST-Datei hat sich mit der Version von Outlook 2003 geändert. Ab Outlook 2003 wird eine Unicode-PST-Datei verwendet, deren maximale Speichergröße bei 20 Gigabyte liegt. Mit Office 2010 wurde diese Grenze auf 50 Gigabyte angehoben. Nach Änderung eines Schlüssels in der Windows-Registrierungsdatenbank kann diese Größe allerdings wieder beschränkt werden.

## Import und Export
Während Entourage nicht mit PST-Dateien umgehen konnte, kann Outlook für Mac 2011 nur Unicode-PST-Dateien importieren, ältere ANSI-PST-Dateien aus Outlook 2002 und ältere können nicht importiert werden. Der Export einer OLM-Datei, dem Containerformat des Outlook für Mac, in eine PST-Datei ist hingegen nicht möglich.
Das Format kann in Windows nur dann in andere Mailprogramme exportiert werden, wenn Outlook ebenfalls installiert ist (unter Verwendung der MAPI). Alternativ gibt es die libpst-Library, eine passende Anwendung ist das Kommandozeilenprogramm readpst, welches in der Lage ist PST-Dateien zu lesen und in „offene“ Formate wie mbox umzuwandeln. Hierdurch wird eine Migration der Daten zu anderen E-Mail-Programmen wie Thunderbird oder Evolution möglich.
Eine gemeinsame Verwendung von PST-Dateien als Groupware ist mit Outlook nicht möglich. Die Groupware für Outlook ist der Microsoft Exchange Server. Es gibt wenige Alternativen zum Exchange Server, die auf Basis von vernetzten PST-Dateien als MAPI-Server funktionieren, z. B. Public ShareFolder oder OLfolders.